# Conestee
Conestee est une census-designated place située dans le comté de Greenville, dans l’État de Caroline du Sud, aux États-Unis. Lors du recensement de 2020, elle comptait 904 habitants.